# يوان ماتسوهاشي
يوان ماتسوهاشي (باليابانية: 松橋 優安) (مواليد 27 أكتوبر 2001) هو لاعب كرة قدم ياباني.

## وصلات خارجية
- يوان ماتسوهاشي على موقع رابطة كرة القدم اليابانية للمحترفين (اليابانية)
- يوان ماتسوهاشي على موقع قاعدة بيانات كرة القدم.إي يو (الإنجليزية)
- يوان ماتسوهاشي على موقع Soccerway.com (الإنجليزية)
- يوان ماتسوهاشي على موقع عالم كرة القدم.نت (الإنجليزية)